# Catonephele acontius
Catonephele acontius (Linnaeus, 1771) é uma borboleta neotropical da família Nymphalidae. É nativa da Colômbia, Peru, Bolívia e Guianas, até o Paraguai; passando pelo Amazonas e nordeste do Brasil; mas também em Mato Grosso e Santa Catarina, nas regiões centro-oeste e sul do Brasil. Machos são de uma coloração negra uniforme, vistos por cima, com uma faixa fortemente amarela ou alaranjada cruzando o corpo do animal, sem chegar à borda das asas; com fêmeas mais escassas, assemelhando-se às fêmeas de Myscelia orsis (negra com fileiras de pontos e listras brancos) e apresentando dimorfismo sexual evidente. Vistas por baixo, machos apresentam padrão de folha seca. Machos e fêmeas atingem um pouco menos de 7,5 centímetros de envergadura.

## Hábitos
Borboletas da espécie Catonephele acontius geralmente são vistas em trilhas da floresta, ocorrendo tanto em florestas primárias quanto em florestas secundárias. Ambos os sexos apreciam locais ensolarados e são atraídos por frutos em fermentação. Machos também absorvem a umidade do solo ao longo de caminhos e estradas; geralmente encontrados isolados, pousando em troncos de árvores, em folhas ou galhos caídos, muitas vezes a menos de um metro acima do chão. Se perturbados, costumam passar alguns momentos circulando, para depois voltar próximos à posição original.

## Órgão androconial
De acordo com Andrew V. Z. Brower, os machos de Catonephele acontius (e da espécie aparentada, Catonephele orites) possuem tufos de cerdas androconiais no lado inferior da asa anterior, o que não está presente em outras espécies de seu gênero.

## Lagarta
Lagartas de Catonephele acontius passam por vários estágios e, em seu último estágio larvar, são de coloração predominantemente verde; contendo dois prolongamentos negros, como chifres, acima da cabeça e numerosos prolongamentos espinescentes, de coloração vermelho-alaranjada, em seu dorso. Alimentam-se de plantas do gênero Alchornea (Euphorbiaceae), espécies A. glandulosa e A. triplinervia; Aparisthmium (Euphorbiaceae), espécie Aparisthmium cordatum; Nectandra (Lauraceae), espécie Nectandra venulosa; ou Lysiloma (Fabaceae).

## Subespécies
Catonephele acontius possui duas subespécies: 
- Catonephele acontius acontius - Nativa da região de Guianas, Brasil, Colômbia e Paraguai, descrita por Linnaeus (que deu a localização tipo como "China", uma designação seguida por alguns autores posteriores) em 1771.
- Catonephele acontius caeruleus - Nativa da região da Bolívia, descrita por Jenkins em 1985.[1][2]